# Anachrostis marginata
Anachrostis marginata là một loài bướm đêm trong họ Noctuidae.